# سفارة روسيا في بلغاريا
سفارة روسيا في بلغاريا هي أرفع تمثيل دبلوماسي لدولة روسيا لدى بلغاريا. تقع السفارة في Stolichna Municipality ‏ وهي تهدف لتعزيز المصالح الروسية في بلغاريا.

## وصلات خارجية
- قائمة سفارات روسيا
- قائمة السفارات في بلغاريا